# 羅列 (軍人)
羅列（1907年2月28日—1976年9月8日），字冷梅，中華民國二級上將，福建長汀人，為黃埔軍官學校第四期畢業生，曾擔任過陸軍總司令，離開軍隊後曾擔任過總統府國策顧問、中國磷業公司董事長、臺灣機械公司董事長。

## 生平
羅列於1926年畢業於黃埔軍官學校，後於1935年從陸軍大學畢業，之後在1937年擔任陸軍第一軍少將參謀長，1941年負責管理軍校第八分校，1945年升任陸軍第一軍軍長，並晉升為中將，1949年擔任西安綏靖公署副主任兼參謀長。
國民政府遷臺後，他在1950年來到西昌，於西南軍政長官胡宗南奉令前往臺灣後代行指揮權責。3月12日西昌战役打響，3月27日解放軍攻占西昌，羅列未能乘坐胡宗南的飛機逃往台灣，故傳出他陣亡的消息，遂一度入祀忠烈祠。4月，羅列殘部進入彝區被襲擊，在深山化裝，避開解放軍搜查，在中國青年黨四川黨部協助下，潛回成都，經漢口乘火車抵香港，再於1951年抵達臺灣，後於1955年升任副參謀總長，並前往美國陸軍指揮參謀大學特別班深造，隔年調任陸軍第一軍團司令，之後於1959年升任陸軍總司令且晉級為陸軍二級上將。國光計畫中當時陸軍總司令羅列上將跟總統蔣中正直言陸軍戰力根本還沒準備好，結果下場是被蔣中正逐漸疏遠，最後調到中國磷業公司（化肥）當董事長。
1961年調任國防部聯合作戰研究督察委員會主任委員，隔年又出掌三軍聯合大學，之後在1970年調任總統府戰略顧問，不久即退伍備役，總統府改聘為國策顧問。在1972年擔任中國磷業公司董事長，1973年轉任臺灣機械公司董事長。